# Конвенто ди Сант'Антонио (Кјети)
Конвенто ди Сант'Антонио (итал. Convento di Sant'Antonio) је насеље у Италији у округу Кјети, региону Абруцо.
Према процени из 2011. у насељу је живело 3 становника. Насеље се налази на надморској висини од 475 м.